# Lac-Saint-Joseph
Pour les articles homonymes, voir Lac Saint-Joseph et Saint-Joseph.
Lac-Saint-Joseph est une ville du Québec, située dans la municipalité régionale de comté de La Jacques-Cartier, dans la région administrative de la Capitale-Nationale. 

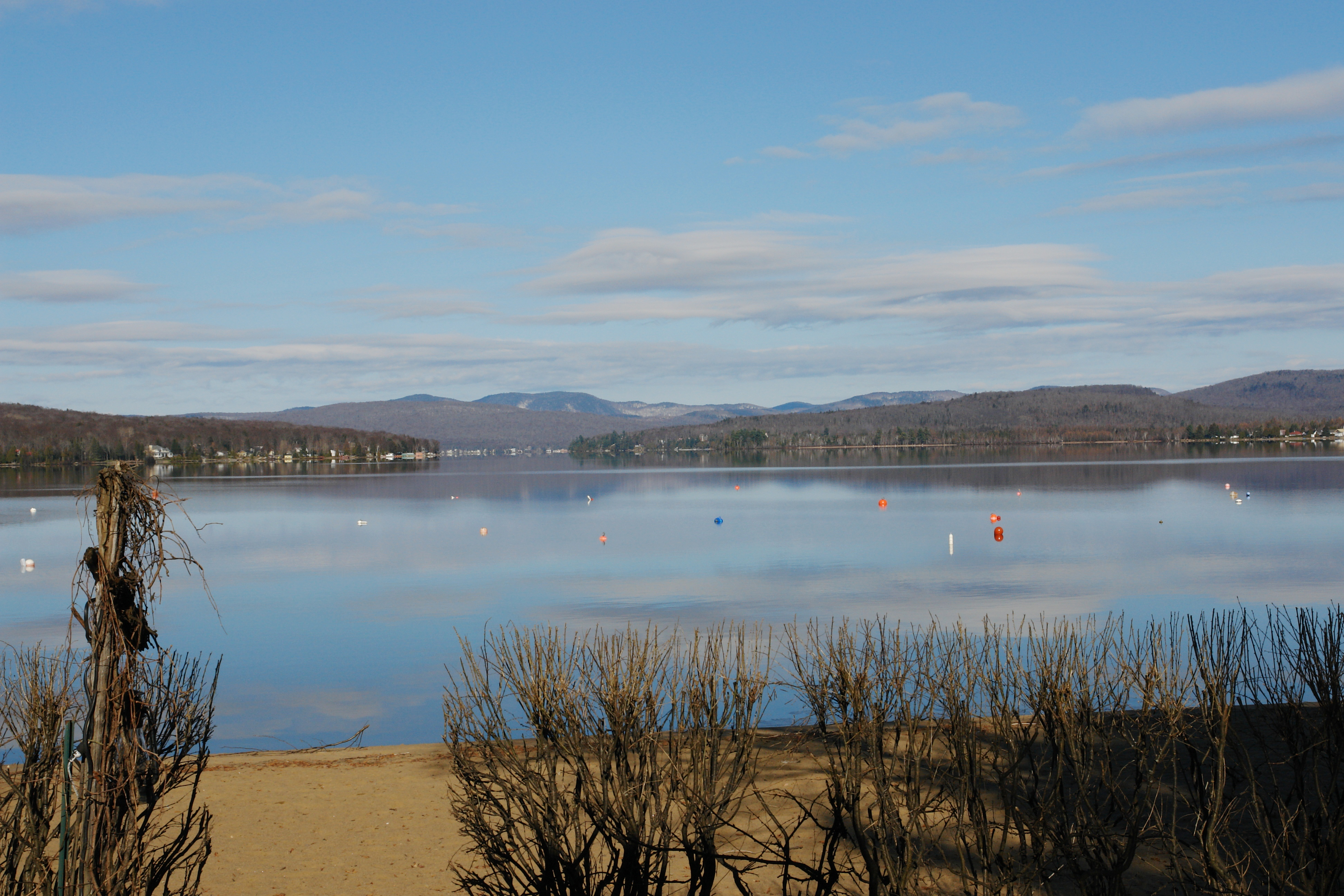
Le lac Saint-Joseph.

## Toponymie
Son nom provient de celui du lac qu'elle borde à l'est, au nord et à l'ouest.

## Géographie
Le territoire de la ville recouvre la partie nord du lac Saint-Joseph et sa population est presque exclusivement composée de propriétaires de résidences secondaires (chalets), ce qui explique la modestie du chiffre officiel de population. La municipalité a été établie en 1936, détachée de Sainte-Catherine-de-la-Jacques-Cartier.
Le territoire de la municipalité de Lac-Saint-Joseph, comprend aussi le mont Sorrel situé à l'est du lac Saint-Joseph. Cette montagne est contournée du côté est et sud par la rivière aux Pins qui se déverse dans le lac Saint-Joseph au sud-est de la municipalité.

## Démographie
| 1981 | 1986 | 1996 | 2001 | 2006 | 2011 | 2016 | 2021 |
| ---- | ---- | ---- | ---- | ---- | ---- | ---- | ---- |
| 75   | 68   | 83   | 184  | 266  | 251  | 260  | 272  |

## Principaux attraits
La station touristique Duchesnay dont le territoire entoure les trois quarts du lac Saint-Joseph, sauf la partie sud-est, est une attraction touristique majeure dans la région de la Capitale-Nationale.
Le Club nautique Saint-Louis est également le camp affilié à la ville du Lac-Saint-Joseph et est spécialisé dans le domaine des sports nautiques. Étant un des seuls camps de la région de Québec spécialisé dans le wakeboard, wakesurf et le ski nautique, son taux de fréquentation est en hausse depuis plusieurs années.

## Administration
Guy Des Rivières, oncle de Louise Beaudoin, avocat, 1961-1967
Fernand Grenier, professeur Université Laval, 1967-74
Les élections municipales se font en bloc et suivant un découpage de six districts.
| Lac-Saint-Joseph Maires depuis 2002                                                                                  |                  |         |          |
| Élection | Maire            | Qualité | Résultat |
| 2002 | Raymond Blouin   |         | Voir     |
| 2005 | O'Donnell Bédard |         | Voir     |
| 2009 | O'Donnell Bédard | Voir    |          |
| n/d | Michel Croteau   |         | n/d      |
| 2013 | Michel Croteau   | Voir    |          |
| 2017 | Michel Croteau   | Voir    |          |
| 2021 | Yvan Côté        |         | Voir     |
| Élection partielle en italique Depuis 2005, les élections sont simultanées dans toutes les municipalités québécoises |                  |         |          |